# Oliver Janso
Oliver Janso (* 8. října 1993 v Myjavě) je slovenský fotbalový obránce, od roku 2012 působící v FK Senica. Mimo Slovenska působil v Česku.

## Klubová kariéra
Svoji fotbalovou kariéru začal v Senici, kde prošel všemi mládežnickými kategoriemi. V roce 2012 se propracoval do prvního týmu. V letech 2012-2014 hostoval v Novém Mestu Nad Váhom. Před jarní částí sezony 2013/14 odešel na hostování do Slavie Orlová-Lutyně. Klub se stal pro hráče prvním zahraničním angažmá. V létě 2014 zamířil podruhé do Nového Mesta nad Váhom, kde hostoval. V zimním přestupovém období sezony 2014/15 se vrátil do Senice.